# Znamensk
Znamensk (ru. Знаменск) este un oraș închis din Regiunea Astrahan, Federația Rusă și are o populație de 32 068  locuitori. Este centrul zonei de testări a rachetelor Kasputin Yar. Are statut de oraș din 1962.
1. ↑  Federalnîi zakon ot 15.02.2016 № 27-FZ[*] Verificați valoarea |titlelink= (ajutor)